# Lawrence County (Kentucky)
Lawrence County is een county in de Amerikaanse staat Kentucky.
De county heeft een landoppervlakte van 1.085 km² en telt 15.569 inwoners (volkstelling 2000). De hoofdplaats is Louisa.